# Ruta Nacional 7 (Argentina)
A Ruta Nacional 7 Carretera Libertador General San Martín (Decreto n.º 115.261/1942) é uma rodovia argentina, que une as províncias de  Buenos Aires,  Santa Fe,  Córdoba,  San Luis e Mendoza. Forma parte do mais importante corredor bioceânico da Argentina. É um ramal da Rodovia Pan-americana, que continua no território chileno como a Ruta CH-60.
A rodovia atravessa o país de leste a oeste, desde a capital da república até o limite com o Chile, o que implica que seja uma rodovia de alto trânsito de automóveis e caminhões. A rodovia é a principal conexão internacional entre a Argentina e o Chile, sendo também utilizada para transportar por via terrestre importantes quantidades de carga com destino ou origem no Brasil, Paraguai e Uruguai.
Seu traçado inicia-se na Ruta Nacional A001 (Avenida General Paz), limite entre a cidade de Buenos Aires e a província de mesmo nome e termina na província de Mendoza, no Túnel do Cristo Redentor situado na fronteira com o Chile, em um percurso de 1.224 km, dos quais em 2008, 367 eram autoestrada (30% do total). Encontra-se em obras o trecho na província de Mendoza que se unirá à autoestrada já concluída no território da província de San Luis.

## Trechos duplicados
No ano de 2019, a rota 7 era duplicada em 485 dos seus 1224 km, nas seguintes seções:
- km 12 a 22: Avenida General Paz até o Caminho de Cintura (trecho Oeste), inaugurado em 1º de setembro de 1998.
- km 22 a 38: estrada de Cintura a Moreno (seção West Access), inaugurada em 1984.
- km 38 a 60: De Moreno ao entroncamento com a Rota Provincial 6, inaugurada em 1970.
- km 60 a 73: Da Rota Provincial 6 até Luján (seção Acesso Oeste).
- km 73 a 105: Do cruzamento com a Rota Provincial 7 até o acesso a San Andrés de Giles.
- km 258 a 261: Travessia da cidade de Junín.
- km 654 a 865: Toda a província de San Luis, inaugurada em 16 de abril de 2003.
- km 868 a 888: de Desaguadero à estação de pedágio, inaugurada em 16 de dezembro de 2011.
- km 906 a 954: de La Paz a Las Catitas, aberto ao público em 3 de março de 2011.
- km 954 a 965: De Las Catitas a Santa Rosa (inaugurada em 4 de março de 2010).
- km 965 a 999: De Santa Rosa a San Martín (seção aberta em 5 de outubro de 2007).
- km 999 a 1015: De San Martín a Palmira (seção East Access), inaugurada em 1979.
- km 1015 a 1041: De Palmira a Mendoza (seção East Access), inaugurada em 1977.
- km 1041 a 1064: De Mendoza a Agrelo (sobreposição com a rota nacional 40).

O projeto da rodovia para o trecho de Luján (km 75) - Junín (km 263) está concluído. A conclusão das obras está prevista no trecho restante entre San Andrés de Giles (km 105) e Junín nos próximos anos.